# Österreichische Eisenbahn-Zeitung
Die Österreichische Eisenbahn-Zeitung war laut ihrem Untertitel die „Zeitschrift des Klub Österreichischer Eisenbahn- und Schiffahrtsbeamten“. Das in Wien herausgegebene Blatt erschien von 1878 bis kurz nach dem Ersten Weltkrieg mit dem 42. Jahrgang 1919.
Die Zeitschriftendatenbank erschloss das Periodikum unter den Sachgruppen 380 Handel, Kommunikation, Verkehr.
Unter demselben Titel, jedoch mit dem Untertitel als „Monatsfachblatt der Vereinigung der heimattreuen Verkehrsbediensteten Österreichs‘“ publizierte die  Vereinigung der heimattreuen Verkehrsbediensteten Österreichs von November 1936 bis zum 3. Jahrgang 1938 vom Standort Wien I, Canovagasse 5 eine monatlich erschienene Zeitung, die anschließend eingestellt wurde.